# Kypello Ellados 2009-2010
La Coppa di Grecia 2009-2010 è stata la 68ª edizione del torneo. La competizione è iniziata il 22 agosto 2009 ed è terminato il 24 aprile 2010. Il Panathīnaïkos ha vinto il trofeo per la diciassettesima volta, battendo in finale l'Aris Salonicco.

## Primo turno
Le partite si sono giocate il 22 e il 23 agosto 2009.
| Squadra 1                    | Risultato         | Squadra 2               |
| ---------------------------- | ----------------- | ----------------------- |
| Enosi Panaspropyrgiakos/Doxa | 3 – 1             | Aias Salamina           |
| PAONE                        | 4 – 2             | Panaigialeios           |
| Makedonikos                  | 2 – 0             | Ethnikos Filippiada     |
| Fostiras                     | 0 – 3 (a tav.)    | Atsalenios Iraklio      |
| Eordaikos                    | 1 – 0             | Kozani                  |
| Anagennīsī Giannitsa         | 4 – 3             | Chaïdari                |
| Platanias                    | 3 – 3 (7 – 6 dtr) | Nikī Volo               |
| Rodos                        | 0 – 1             | Korinthos               |
| Fōkikos                      | 0 – 1 (dts)       | Odysseas Anagennisi     |
| Visaltiakos                  | 2 – 1             | Keravnos Keratea        |
| Saronikos                    | 3 – 0 (a tav.)    | Thermaïkos Thermi       |
| Panargeiakos                 | 2 – 1 (dts)       | Vyzas                   |
| Doxa Kranoula                | 0 – 0 (4 – 3 dtr) | Zakynthos               |
| Pyrsos Grevena               | 1 – 1 (5 – 6 dtr) | Kallithea               |
| Panachaïkī                   | 0 – 0 (5 – 4 dtr) | Olympiakos Chersonissos |
| Anagennīsī Epanomī           | 2 – 0 (dts)       | Rouf                    |
| GAS Veria                    | 1 – 0             | Agia Paraskevi          |
| Trikala                      | 3 – 0 (a tav.)    | Kastoria                |

## Secondo turno
Le partite sono state giocate il 30 agosto, il 2 e il 3 settembre 2009.
| Squadra 1                    | Risultato         | Squadra 2           |
| ---------------------------- | ----------------- | ------------------- |
| Enosi Panaspropyrgiakos/Doxa | 1 – 1 (5 – 3 dtr) | Diagoras            |
| PAONE                        | 1 – 0             | Īlioupolī           |
| Makedonikos                  | 0 – 1 (dts)       | Panserraïkos        |
| Atsalenios Iraklio           | 1 – 4             | Ethnikos Asteras    |
| Eordaikos                    | 3 – 1 (dts)       | Doxa Dramas         |
| Anagennīsī Giannitsa         | 0 – 2             | OFI Creta           |
| Platanias                    | 2 – 3             | Thrasyvoulos        |
| Korinthos                    | 2 – 3             | Kalamata            |
| Odysseas Anagennisi          | 2 – 2 (3 – 4 dtr) | Agrotikos Asteras   |
| Visaltiakos                  | 2 – 0             | Kerkyra             |
| Saronikos                    | 0 – 1 (dts)       | Ethnikos Pireo      |
| Panargeiakos                 | 0 – 4             | Olympiakos Volos    |
| Doxa Kranoula                | 1 – 3             | Ionikos             |
| Kallithea                    | 3 – 0 (a tav.)    | Apollōn Kalamarias  |
| Panachaïkī                   | 0 – 2 (dts)       | Īlisiakos           |
| Anagennīsī Epanomī           | 1 – 1 (4 – 5 dtr) | Pierikos            |
| GAS Veria                    | 0 – 2             | Panaitōlikos        |
| Trikala                      | 1 – 0             | Anagennīsī Karditsa |

## Terzo turno
Le partite sono state giocate il 23 settembre 2009.
| Squadra 1                    | Risultato   | Squadra 2        |
| ---------------------------- | ----------- | ---------------- |
| Enosi Panaspropyrgiakos/Doxa | 2 – 1 (dts) | Ethnikos Asteras |
| PAONE                        | 0 – 1       | Thrasyvoulos     |

## Quarto turno
Le partite sono state giocate il 27, 28 e 29 ottobre 2009.
| Squadra 1                    | Risultato         | Squadra 2        |
| ---------------------------- | ----------------- | ---------------- |
| Panserraïkos                 | 3 – 1             | Olympiacos       |
| Eordaikos                    | 0 – 3             | Panathīnaïkos    |
| OFI Creta                    | 0 – 1             | PAOK             |
| Kalamata                     | 0 – 3             | PAS Giannina     |
| Agrotikos Asteras            | 0 – 3             | Kavala           |
| Visaltiakos                  | 0 – 0 (4 – 5 dtr) | Atromītos        |
| Ethnikos Pireo               | 1 – 2             | Skoda Xanthi     |
| Olympiakos Volos             | 2 – 1             | Larissa          |
| Ionikos                      | 1 – 2             | Levadeiakos      |
| Kallithea                    | 1 – 0             | Panthrakikos     |
| Īlisiakos                    | 0 – 3             | Asteras Tripolīs |
| Pierikos                     | 2 – 2 (4 – 2 dtr) | Ergotelīs        |
| Panaitōlikos                 | 0 – 0 (7 – 8 dtr) | Paniōnios        |
| Trikala                      | 1 – 0             | Īraklīs          |
| Enosi Panaspropyrgiakos/Doxa | 3 – 4             | Arīs Salonicco   |
| Thrasyvoulos                 | 1 – 0 (dts)       | AEK Atene        |

## Ottavi di finale
Le partite sono state giocate il 13 e il 20 gennaio 2010.
| Squadra 1      | Risultato         | Squadra 2        |
| -------------- | ----------------- | ---------------- |
| Atromītos      | 0 – 1 (dts)       | PAS Giannina     |
| Kallithea      | 1 – 1 (4 – 3 dtr) | Trikala          |
| Arīs Salonicco | 2 – 0             | Asteras Tripolīs |
| Panserraïkos   | 0 – 2             | PAOK             |
| Skoda Xanthi   | 2 – 0             | Olympiakos Volos |
| Panathīnaïkos  | 2 – 1             | Pierikos         |
| Levadeiakos    | 0 – 0 (2 – 4 dtr) | Kavala           |
| Thrasyvoulos   | 0 – 1             | Paniōnios        |

## Quarti di finale
Le partite sono state giocate il 2, il 3 e il 10 febbraio 2010.
| Squadra 1     | Risultato | Squadra 2      |
| ------------- | --------- | -------------- |
| PAS Giannina  | 4 – 0     | PAOK           |
| Panathīnaïkos | 2 – 0     | Kallithea      |
| Skoda Xanthi  | 1 – 1     | Arīs Salonicco |
| Kavala        | 0 – 0     | Paniōnios      |

Rigiocate
| Squadra 1      | Risultato   | Squadra 2    |
| -------------- | ----------- | ------------ |
| Arīs Salonicco | 3 – 0       | Skoda Xanthi |
| Paniōnios      | 1 - 2 (dts) | Kavala       |

## Semifinali
Le partite sono state giocate il 17 e 24 marzo 2010.
| Squadra 1      | Totale | Squadra 2    | Andata | Ritorno |
| -------------- | ------ | ------------ | ------ | ------- |
| Arīs Salonicco | 4 – 2  | Kavala       | 3 – 1  | 1 - 1   |
| Panathīnaïkos  | 3 – 1  | PAS Giannina | 3 – 1  | 0 - 0   |

## Finale
| Arbitro: | Anastasios Kakos (Corfù) |

|  |           |          |
|  | Marcatori | 63’ Leto |